# Xylomya tuvensis
Xylomya tuvensis är en tvåvingeart som beskrevs av Nina Krivosheina 1999. Xylomya tuvensis ingår i släktet Xylomya och familjen lövträdsflugor. Inga underarter finns listade i Catalogue of Life.